# Stazione di Serra San Quirico
Stazione di Serra San Quirico vasútállomás Olaszországban, Marche régióban, Serra San Quirico településen.

## Vasútvonalak
Az állomást az alábbi vasútvonalak érintik:
- Ancona–Orte -vasútvonal

## Kapcsolódó állomások
A vasútállomáshoz az alábbi állomások vannak a legközelebb: 
- Stazione di Castelplanio-Cupramontana
- Stazione di Genga-San Vittore Terme